# مارتن شيرمان (كاتب)
مارتن شيرمان (بالإنجليزية: Martin Sherman)‏ هو كاتب مسرحي وكاتب وكاتب سيناريو أمريكي، ولد في 22 ديسمبر 1938 في فيلادلفيا في الولايات المتحدة.

## وصلات خارجية
- مارتن شيرمان على موقع IMDb (الإنجليزية)
- مارتن شيرمان على موقع ألو سيني (الفرنسية)
- مارتن شيرمان على موقع أول موفي (الإنجليزية)
- مارتن شيرمان على موقع قاعدة بيانات برودواي على الإنترنت (الإنجليزية)
- مارتن شيرمان على موقع قاعدة بيانات الأفلام السويدية (السويدية)
- مارتن شيرمان على موقع قاعدة بيانات الفيلم (الإنجليزية)
- مارتن شيرمان على موقع كينوبويسك (الروسية)